# Гергелеу (Васлуј)
Гергелеу (рум. Ghergheleu) насеље је у Румунији у округу Васлуј у општини Кодаешти. Oпштина се налази на надморској висини од 183 m.

## Становништво
Према подацима из 2002. године у насељу је живело 470 становника, од којих су сви румунске националности.